# 雅克-貝尼涅·博須埃

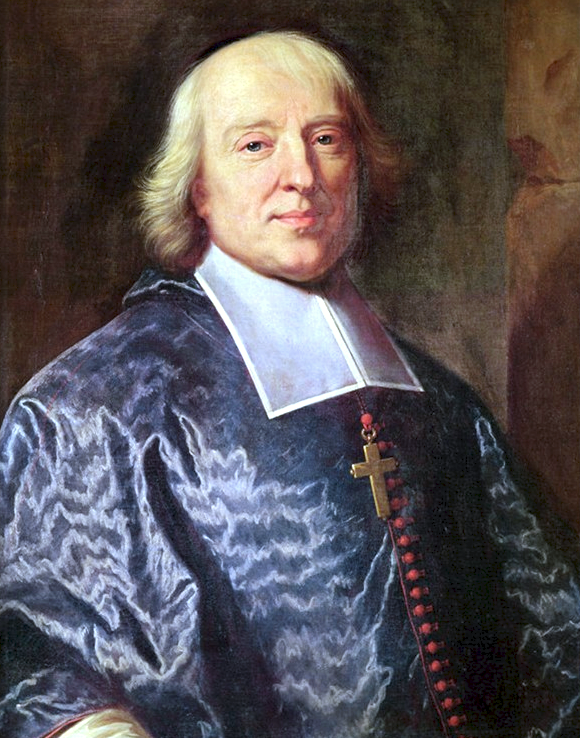
雅克-貝尼涅·博須埃

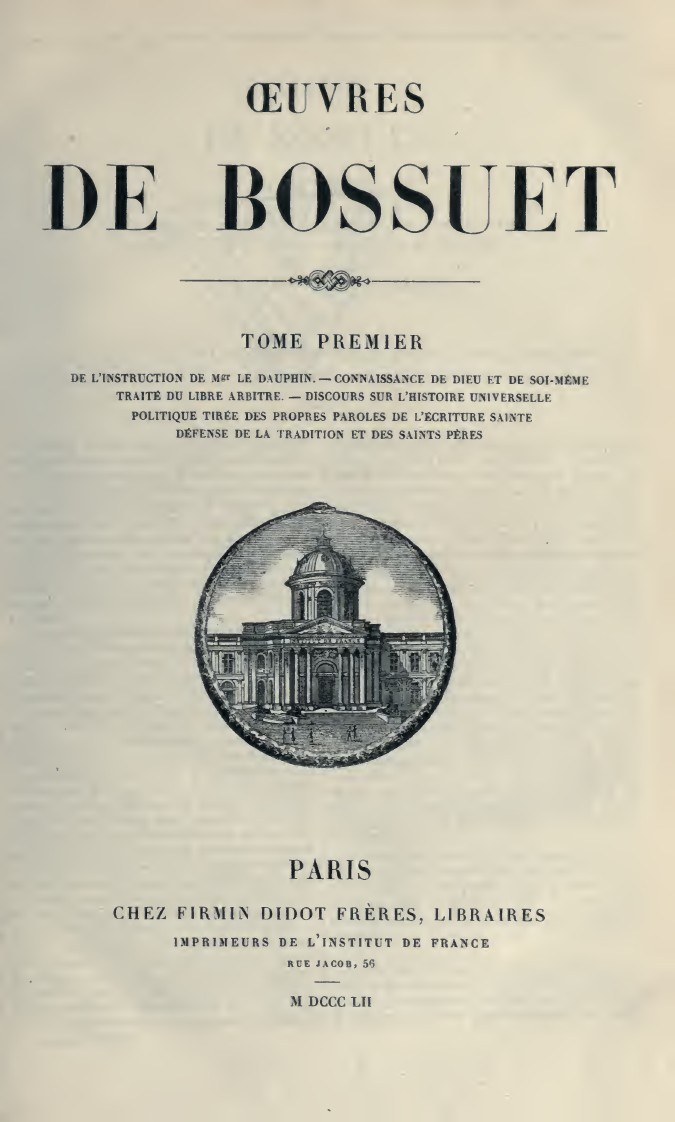
Oeuvres, 1852

雅克-貝尼涅·博須埃（法語：Jacques-Bénigne Bossuet，法語：[bɔsɥɛ]，1627年9月27日—1704年4月12日），又譯為波舒哀、博絮埃，生於法國第戎，遣使會會士、神學家，以講道及演說聞名，擁有「莫城之鷹」（L'Aigle de Meaux）的別名。他被認為是法國史上最偉大的演說家。著作有《哲學入門》，《世界史敍説》等。他是路易十四的宮廷布道師，宣揚君權神授與國王的絕對統治權力。

## 生平
博須埃生於第戎的富裕家庭，在兄弟姐妹中排第五，父親是名律師，從八嵗開始為了成爲神職人員而學習。由1650年到1652年師從聖文生。
1657年，在梅斯向貴為王太后的路易十三王妃奧地利的安妮佈道，得到嘉獎為「國王的佈道師及顧問」，自此可以出入宮廷。1670年到1681年充任大王太子路易的家庭教師，深得路易十四信任。1681年受命擔任天主教莫城教區主教，他既攻訐新教，又提倡世俗王權力的高盧主義，以對抗羅馬教廷主張的教皇權力。另外也就寂靜主義跟弗朗索瓦·芬乃伦辯論並勝利了。以上種種為博須埃贏得了「莫城之鷹」的美名。

## 提倡君權神授
博須埃擁護法國教會獨立自羅馬教廷，又以路易十四宮廷佈道師的身份鼓吹絕對君主制和君權神授。在他1681年的著作《世界史敍説》中述及「上帝以國王為使者，通過他來支配人民……國王是聖人，冒犯他即是褻瀆神明。」